# Циммер, Иосиф Израилевич
 Ио́сиф Изра́илевич Ци́ммер (26 февраля 1859 — после 1917) — российский педагог и земледелец, член Государственной думы IV созыва от Области Войска Донского, в парламенте примыкал к фракции прогрессистов.

## Биография

### До избрания в парламент
Родился 26 февраля 1859 года в семье немецкого происхождения. Исповедовал лютеранство. Принадлежал к сословию поселян.
В 1877 году закончил Вернеровское центральное училище в Сарате. Принимал участие в русско-турецкой войне 1877—1878 годов в качестве санитара-добровольца. В 1878—1896 годах преподавал в немецких колониях. После выхода в отставку проживал в посаде  Мало-Орловка Таганрогского округа Области Войска Донского. В 1896—1899 годах занимал пост сельского старосты, 1899—1906 годах — церковного старосты. Позже работал учителем в школе при станции Енакиево Екатерининской железной дороги.
Занимался земледелием на участке площадью 145 десятин. Владел недвижимостью, стоимость которой была оценена в 5 тысяч рублей. Был женат.

### Деятельность в парламенте

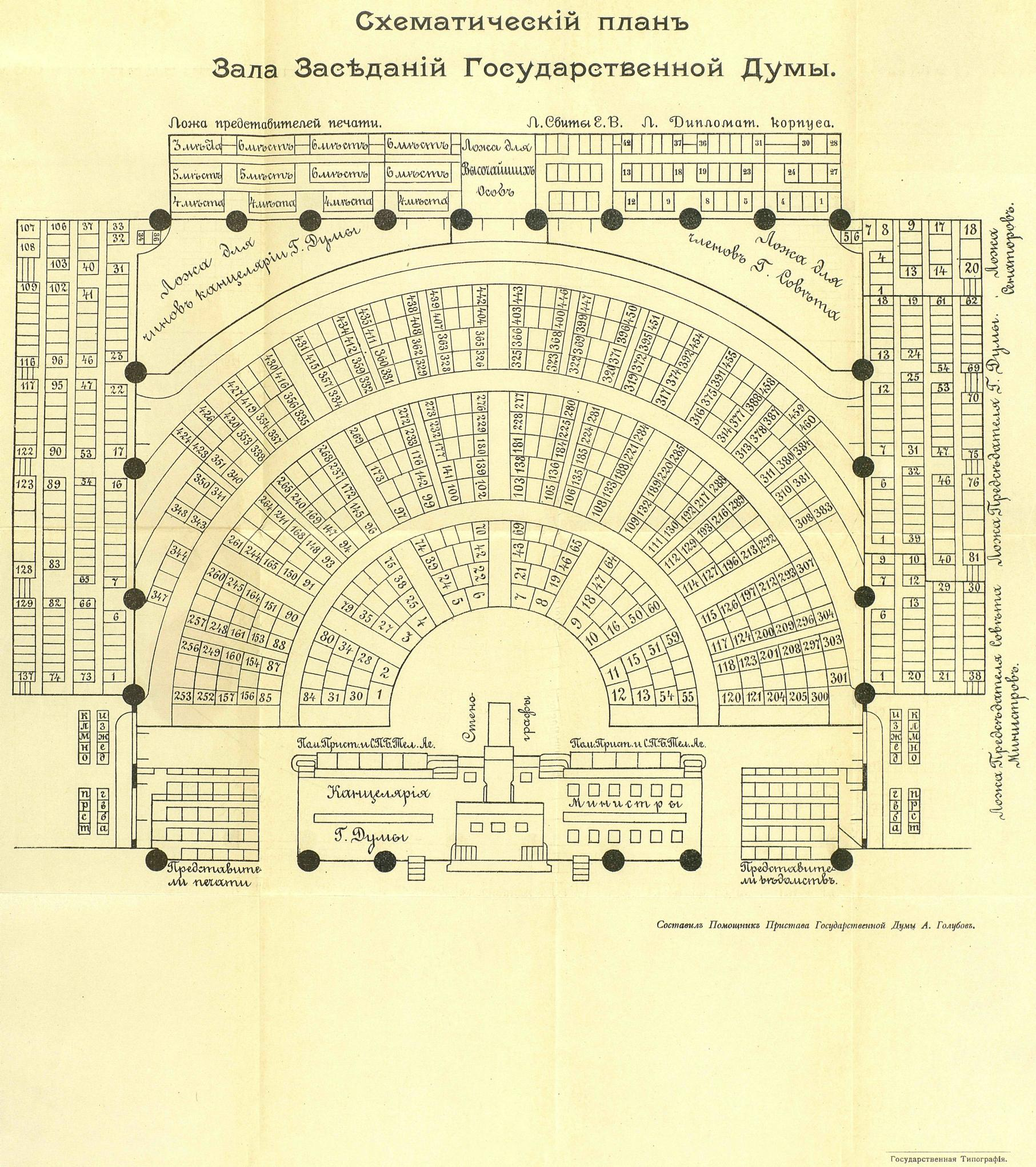
Схематический план зала заседаний Государственной думы Российской империи. За И. Циммером было закреплено кресло № 268.

25—26 октября 1912 года был избран членом Государственной думы IV созыва от общего состава выборщиков избирательного собрания Области Войска Донского. В парламенте входил в состав земельной и сельскохозяйственной комиссий, примыкал к фракции Прогрессивной партии.
В зале заседаний Государственной думы в Таврическом дворце за Циммером было закреплено кресло № 268 (см. схематический план зала заседаний). По прибытии в Санкт-Петербург депутат проживал по адресу Суворовский проспект, 47, квартира 47.
После свержения монархии Циммер довёл до сведения заведующего отделом сношений с провинцией Временного комитета Государственной думы (ВКГД), что немецкие колонисты 50 селений воздерживаются «от засева в связи со слухами, что земля будет от них отобрана». Несмотря на это, ВКГД отказался от предложения командировать депутата в немецкие колонии для разъяснения вопроса и успокоения поселян.

### Дальнейшая судьба
Дальнейшая судьба Иосифа Циммера неизвестна.